# Saint-Martial-sur-Né
Saint-Martial-sur-Né é uma comuna francesa na região administrativa da Nova Aquitânia, no departamento de Charente-Maritime. Estende-se por uma área de 11,6 km². Em 2010 a comuna tinha 459 habitantes (densidade: 39,6 hab./km²).